# Lepthyphantes pieltaini
Lepthyphantes pieltaini là một loài nhện trong họ Linyphiidae.
Loài này thuộc chi Lepthyphantes. Lepthyphantes pieltaini được miêu tả năm 1940 bởi Machado.